# Since I Don't Have You
"Since I Don't Have You" é uma canção do grupo americano The Skyliners. Foi lançada em como single em Dezembro de 1958 escrita e composta por Jackie Taylor, James Beaumont, Janet Vogel, Joseph Rock, Joe Verscharen, Lennie Martin e Wally Lester. Foi o primeiro hit do grupo, chegando na 12.ª posição Billboard Hot 100 em 1959. O cantor country Ronnie Milsap fez um hit com a música em 1991. A banda americana de rock americana Guns N' Roses também teve alcançou êxito em 1994 ao lançar um cover da canção, alcançando o top 10 das paradas britânicas. 

## Paradas e posições
| País/Parada (1959)                 | Melhor posição |
| ---------------------------------- | -------------- |
| Estados Unidos (Hot 100)           | 12             |
| Estados Unidos (R&B/Hip-Hop Songs) | 3              |

## Versãocoverde Guns N' Roses
Depois de 35 anos, a banda estado-unidense Guns N' Roses regrava a canção no álbum The Spaghetti Incident?, virando um dos maiores hits da banda. O single foi lançado por eles em meados de 1994 e alcançou o 69º lugar na Billboard Hot 100. A música é marcada pelo solo inicial de Slash, o piano feito por Dizzy Reed, e a voz marcante de Axl Rose. O videoclipe retrata o ator Gary Oldman como um demônio que dá gargalhadas das desgraças vividas por Axl. Foi o último clipe feito pelo Guns N' Roses durante sua formação clássica.

### Paradas e posições
| País/Paradas (1993–95)              | Melhor posição |
| ----------------------------------- | -------------- |
| Austrália (ARIA)                    | 47             |
| Canadá (RPM Top Singles)            | 20             |
| Escócia (Scottish Singles Chart)    | 26             |
| Estados Unidos (Billboard Hot 100)  | 69             |
| Europa (Eurochart Hot 100)          | 35             |
| França (SNEP)                       | 28             |
| Irlanda (IRMA)                      | 16             |
| Islândia (Íslenski Listinn Topp 40) | 1              |
| Nova Zelândia (Recorded Music NZ)   | 48             |
| Reino Unido (UK Singles Chart)      | 10             |
| Suécia (Sverigetopplistan)          | 40             |